# Хосе Варакка
Хосе Варакка (ісп. José Varacka, 27 травня 1932, Буенос-Айрес — 22 жовтня 2018, Буенос-Айрес) — аргентинський футболіст, що грав на позиції центрального півзахисника. По завершенні ігрової кар'єри — тренер. Вважається одним з найкращих центральних півзахисників в історії аргентинського футболу.
Виступав, зокрема, за клуби «Індепендьєнте» (Авельянеда) та «Рівер Плейт», ставши з першим чемпіоном Аргентини, а також національну збірну Аргентини. У складі збірної — володар Кубка Америки та учасник двох чемпіонатів світу.

## Клубна кар'єра
Варакка народився 27 травня 1932 року у Буенос-Айресі у сім'ї чеських іммігрантів. У дорослому футболі дебютував 1952 року виступами за команду «Індепендьєнте» (Авельянеда), в якій провів вісім сезонів, взявши участь у 202 матчах чемпіонату. Більшість часу, проведеного у складі «Індепендьєнте», був основним гравцем команди. У 1954 році він брав участь і відзначився голом у знаменитій перемозі «Індепендьєнте» (6:0) над мадридським «Реалом».

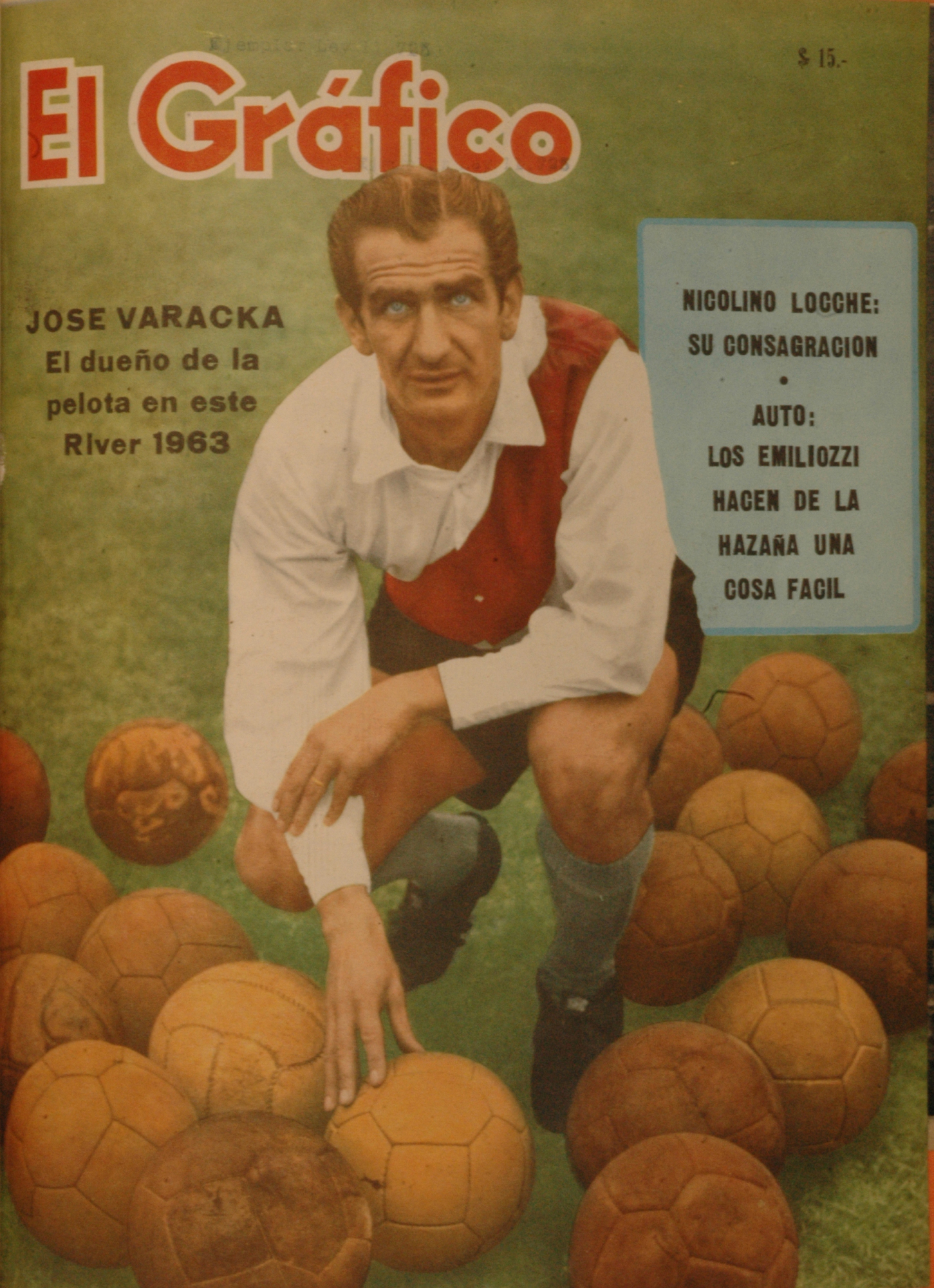
Хосе Варакка у складі «Рівер Плейта». 1963 рік.

У 1960 році він перейшов у «Рівер Плейт» за 2,5 млн песо. Відіграв за команду з Буенос-Айреса наступні п'ять сезонів своєї ігрової кар'єри. Граючи у складі «Рівер Плейта» також здебільшого виходив на поле в основному складі команди, граючи також ліворуч, а в останні роки у клубі виходив на позиції центрального захисника.
У сезоні 1966 року виступав за «Сан-Лоренсо», після чого грав за чилійське «Коло-Коло», а завершив ігрову кар'єру у перуанській команді «Порвенір Мірафлорес», за яку виступав протягом 1968 року.

## Виступи за збірну
У січні 1956 року, не зігравши ще жодного матчу у складі національної збірної Аргентини, Варакка був включений до заявки чемпіонату Південної Америки 1956 року в Уругваї. Там молодий півзахисник зіграв лише у одному матчі проти Чилі, а його команда здобула бронзові нагороди.
Через два роки у складі збірної був учасником чемпіонату світу 1958 року у Швеції. Цього разу Варакка був основним гравцем і зіграв в усіх трьох матчах групового етапу проти Західної Німеччини, Північної Ірландії та Чехословаччини, втім команда не пройшла в наступний етап.
На наступний рік після невдалого чемпіонату світу Варакка взяв участь у домашньому чемпіонаті Південної Америки 1959 року, де Аргентина виправдала свої невдачі та виграла континентальну першість. Варакка зіграв у двох матчах — проти Чилі та Болівії. Також він виграв з командою Кубок націй у Бразилії в 1964 році.
Останнім великим турніром для футболіста став чемпіонат світу 1966 року в Англії, на якому Варакка не зіграв жодного матчу, після чого завершив кар'єру у збірній. Всього протягом кар'єри у національній команді, яка тривала 11 років, провів у її формі 28 матчів.

## Кар'єра тренера

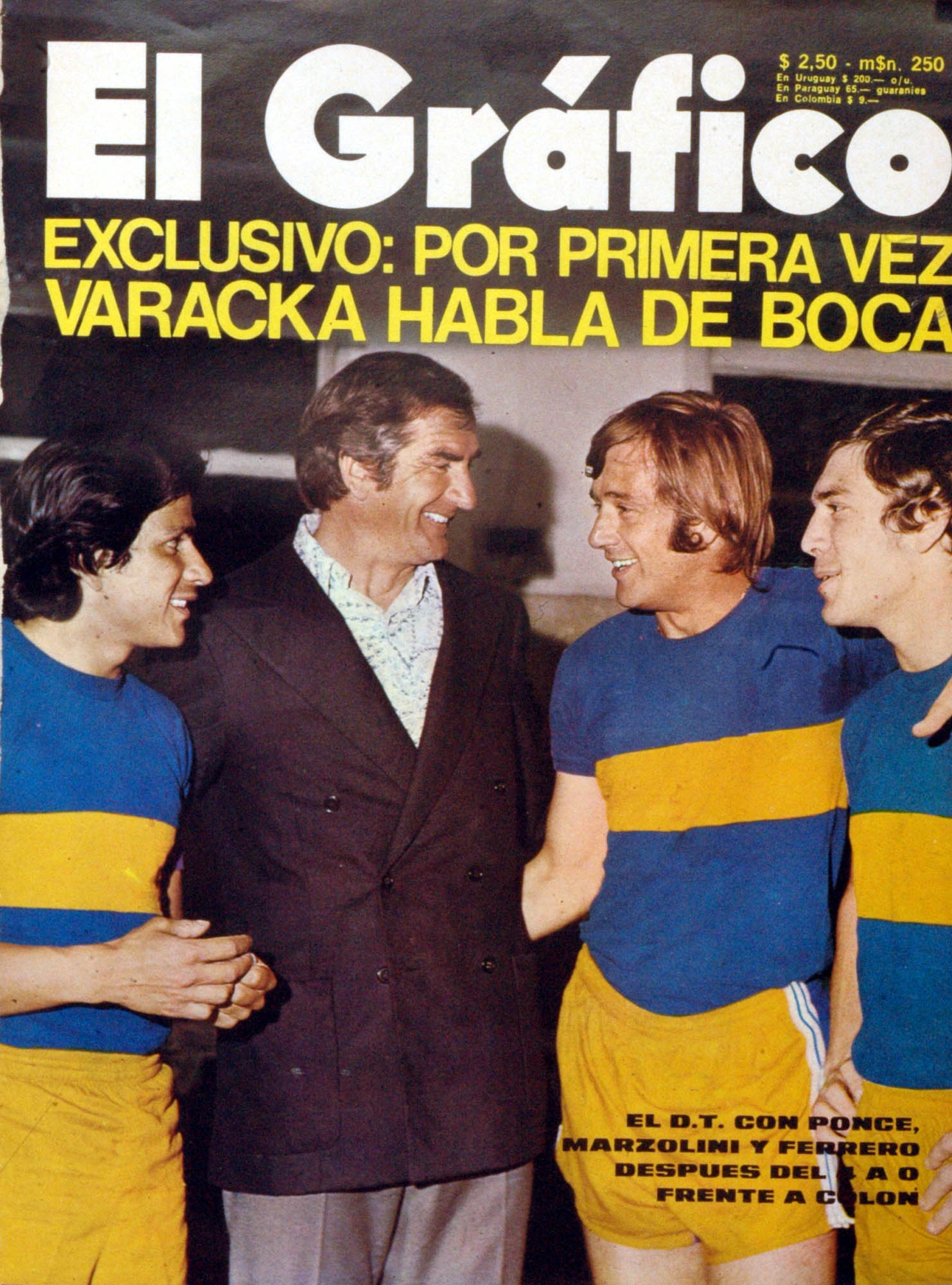
Хосе Варакка як тренер «Боки Хуніорс» разом із своїми гравцями Марсоліні, Понсе та Ферреро. 1972 рік.

Розпочав тренерську кар'єру відразу ж по завершенні кар'єри гравця, 1968 року, очоливши тренерський штаб клубу «Хімнасія і Есгріма». 1972 року став головним тренером команди «Бока Хуніорс», але незабаром повернувся у «Хімнасію», яку знову тренував протягом 1973—1974 років.
Під час фіналу чемпіонату світу 1974 року у ФРН Варакка був помічником головного тренера збірної Аргентини Владіслао Капа, втім команда не пройшла другий раунд, після чого увесь тренерський штаб було звільнено.
1975 року Хосе недовго тренував столичну «Атланту», після чого прийняв пропозицію попрацювати у клубі «Атлетіко Хуніор» з Барранкільї, у складі якої 1977 року виграв чемпіонат Колумбії.
1978 року Варакка втретє за кар'єру очолив клуб «Хімнасія і Есгріма», але наступного року повернувся до Колумбії, де працював з командами «Мільйонаріос» та знову «Атлетіко Хуніор», який 1980 року привів до другого у своїй кар'єрі чемпіонського титулу.
1981 року став головним тренером команди «Архентінос Хуніорс», тренував команду з Буенос-Айреса два роки. У 1981 році він врятував «Хуніорс» від вильоту в останньому турі, вигравши 1:0 у «Сан-Лоренсо», в результаті чого саме цей клуб понизився у класі.
Згодом протягом 1983 року очолював тренерський штаб клубу «Рівер Плейт».
Останнім місцем тренерської роботи був клуб «Атлетіко Хуніор», головним тренером команди якого Хосе Варакка був у 1984 та з 1987 по 1988 рік.
Помер 22 жовтня 2018 року на 87-му році життя у місті Буенос-Айрес.

## Титули і досягнення

### Як гравця
- Чемпіон Аргентини (1):

«Індепендьєнте»: 1960
- Володар Кубка Америки (1):

Аргентина: 1959 (Аргентина)
- Бронзовий призер Чемпіонату Південної Америки: 1956
- Переможець Панамериканського чемпіонату: 1960

### Як тренера
- Чемпіон Колумбії (1):

«Атлетіко Хуніор»: 1977, 1980